# عباس هاشم‌پور
عباس هاشم‌پور (زادهٔ  ۲۷ اردیبهشت ۱۳۵۶ در آبادان) بازیکن پیشین فوتبال اهل ایران و مربی سابق تیم ملی فوتبال ساحلی ایران است.
وی بازیکن سابق باشگاه فوتبال صنعت نفت آبادان است او در سال ۱۳۷۰ زمانی که ۱۵ سال داشت به عضویت باشگاه صنعت نفت آبادان درآمد و به مدت ۱۲ سال در این تیم بازی کرد او به عنوان بازیکن تجربه سه دوره حضور در جام‌های جهانی فوتبال ساحلی ۲۰۰۶، ۲۰۰۷و ۲۰۰۸ را در کارنامه دارد.هاشم‌پور و به مدت ۷ سال، دستیار مارکو اکتاویو به عنوان مربی تیم ملی فوتبال ساحلی ایران بوده‌است.
عباس هاشم‌پور سابقه کاپیتانی تیم ملی فوتبال ساحلی و ۸ سال مربیگری تیم ملی را در کارنامه خود دارد و به عنوان مربی افتخار کسب مقام‌های قهرمانی آسیا ،قهرمانی جام بین قاره‌ای در سال‌های (۲۰۱۳، ۲۰۱۸) و سومی جام جهان را به دست آورده‌است. وی مدرس رسمی کنفدراسیون فوتبال آسیا و دارای مدرک مربیگری سطح یک آسیا است.
و از تیرماه ۱۳۹۸ به عنوان سرمربی تیم ملی فوتبال ساحلی برگزیده شد. هاشم‌پور به عنوان سرمربی قهرمانی  جام بین قاره‌ای فوتبال ساحلی ۲۰۱۹ در کشور امارات متحده عربی کسب کرده‌است.